# ハワイ・クアキニ病院
ハワイ・クアキニ病院(Kuakini Medical Center)は、アメリカ合衆国ハワイ州ホノルル市にある私立総合病院である。老人医療施設と財団を運営しているクアキニヘルスシステムによって運営されている。

## 沿革
1892年に日本人慈善会として始まり、1899年に設立された。最初の病院は1900年に開院し、開院当初は38床の日本人慈善病院という名前であった。その後1902年に拡張された。1918年には日本の大正天皇からの寄付により、より大規模な施設が現在の場所に建設された。 1934年にはさらなる拡大のために日本の昭和天皇により資金が寄付される。 1941年の真珠湾攻撃後、第二次世界大戦中に米軍が病院を占領し、付近の通りにちなんでKuakini Hospital and Homeへと改名。通り名の由来は、1830年代にオアフ島の知事を務めていたジョン・アダムス・クアキニ（1791–1844）である 。1945年に病院は軍から民間による管理に戻り、日本人移民の診療と支援から地域社会全体への医療サービスの支援と提供に病院の使命が移行された。医療サービス提供対象が日本人移民だけから地域社会全体へと切りかわったことより、病院が適切な医療を提供するためには性能、規模においてより良い施設が必要となった。1951年に大規模な募金活動によってエワ棟とワイキキ棟の建設資金を調達し、病床数を140床に増やした。1975年にはKuakini Medical Centerへ改名され、現在はハワイ州で6番目の規模の民間急性期病院である。